# Lumbrineris shiinoi
Lumbrineris shiinoi är en ringmaskart som beskrevs av José María Alfono Félix Gallardo 1968. Lumbrineris shiinoi ingår i släktet Lumbrineris och familjen Lumbrineridae. Inga underarter finns listade i Catalogue of Life.